# Knob
 For alternative betydninger, se Knob (fart).
 "Knude" omdirigeres hertil. For andre betydninger af Knude, se Knude (flertydig).
Knob, knude eller stik, er en sammenføjnings- eller sikringsmetode, hvor et knob typisk kendetegnes ved at to tampe (tov-ender) (eks. råbåndsknob, flagknob mm.) sammenbindes hvorimod et stik typisk bindes med een tamp (eks. 8-tals-stik, pælestik mm.), i nogle tilfælde på midten af et tov (eks. trompetstik).
I princippet findes der uendeligt mange forskellige knob, men det er begrænset, hvor mange der kan have en praktisk funktion. Da det er et krav at andre også kan løsne og binde ens knob igen.
Nogle vigtige knob er Råbåndsknobet, Flagknobet og læsejlsstikket.
Bemærk at der findes knuder, som ligner de korrekte knob, f.eks. kællingeknuden og mindst tre fejlagtige udgaver af flagknobet. Problemet ved de ukorrekte knob er, at de kan gå i bekneb, så de er næsten umulige at løse efter at have været belastet, eller at de nedsætter tovværkets trækstyrke. Forsøg har vist, at en enkelt kællingeknude på et stykke reb nedsætter trækstyrken med ca. 50%[kilde mangler].
I 2016 skrev Science om 8ʌ̯19-knuden - verdens strammeste knude.

## Knob som forbinder to ender
- Engelsk knob
- Flagknob
- Flamsk knob med to parter
- Kirurgisk knude
- Råbåndsknob

## Stik som laver en løkke (faste øjer)
- Enkelt knob på bugt
- Flamsk knob / Ottetalsknob på en bugt.
- Pælestik eller Flagknob på en ende.
- Slippestik på en ende
- Slippestik med rundtørn

## Knob/stik til fastgøring (laver en løkke omkring noget)
- Dobbelt halvstik
- Dobbelt halvstik med rundtørn
- Dobbelt halvstik om egen part
- Fenderstik
- Flagknob / Skostik / Væverknob på en ende eller på en bugt (dobbelt tov)
- Flagknob med rundtørn
- Læsejlsstik / Topsejlsstik
- Slyngestik
- Tømmerstik
- lassoknude

## Knob som gør en ende tyk (stopknob)
- Stopknob
- Ottetalsknob
- Enkelt knob

## Knob/stik til forkortelse
- Trompetstik
- Kædeknob
- Mulestik
- Melingstik

## Trivia
- Knob (fra Engelsk knot).

- Stik (fra Hollandsk)[kilde mangler].

## Ekstern henvisning
- Brommann − Lidt om knob og knuder − brug dit tovværk − det er nyttigt Arkiveret 9. december 2013 hos  Wayback Machine